# デッドボール時代

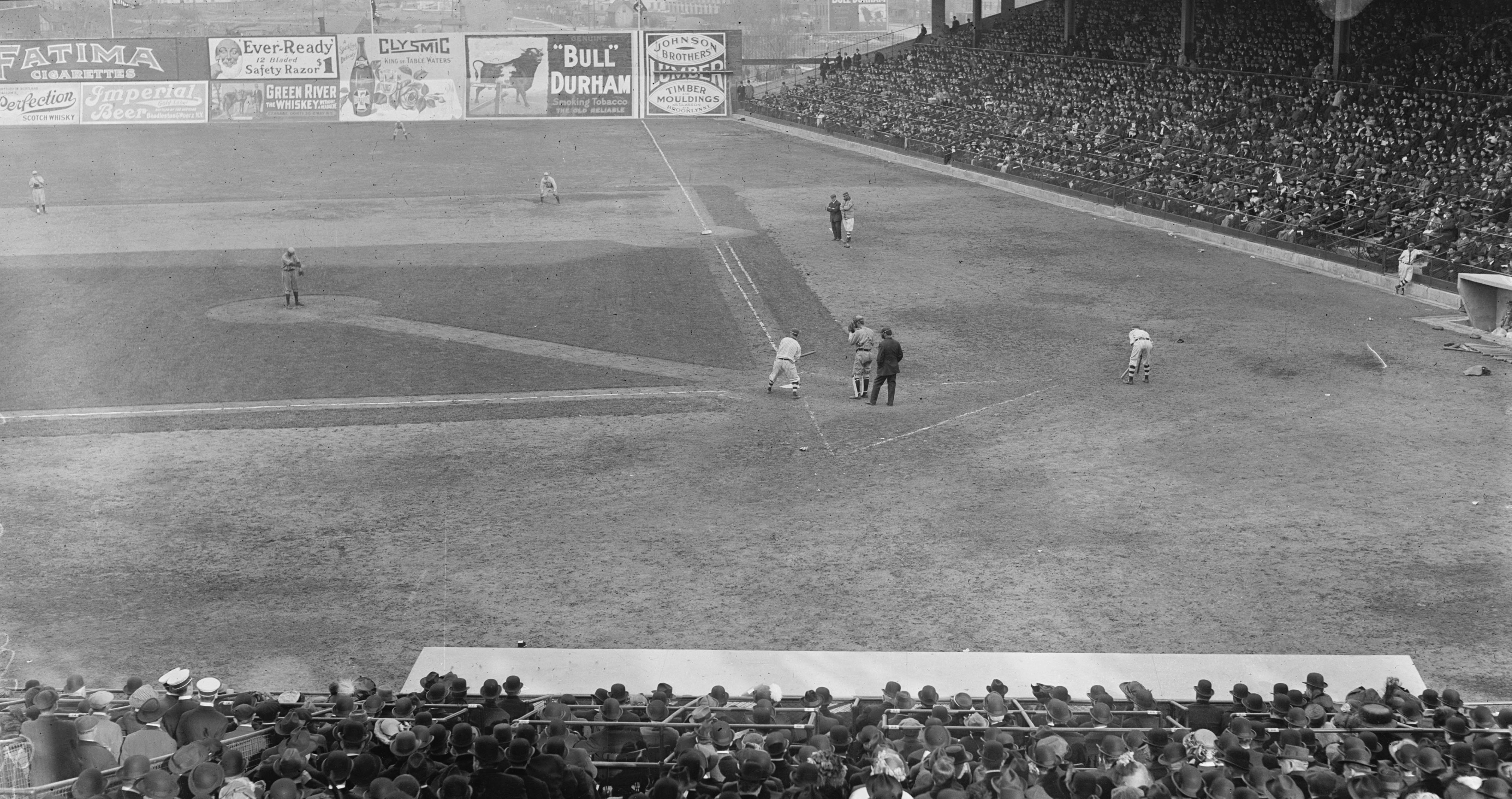
1913年のエベッツ・フィールド

デッドボール時代（デッドボールじだい、The dead-ball era）とは、メジャーリーグベースボールの1900年前後から1919年までをさす野球用語である。「デッドボール」とは当時使われていた「飛ばないボール」のことを指す（死球を「デッドボール」と呼ぶのは和製英語）。
20世紀初頭のこの時期に、メジャーリーグベースボールにおいて、本塁打数や得点数が極端に低下していたため、「飛ばないボールの時代」と揶揄された。メジャー史上最もリーグ得点率が低かったのは1908年だが、この年は一試合あたりのチーム得点が平均で3.4しかなかった。この時代の選手であるフランク・ベイカーは、アメリカン・リーグで4度の本塁打王に輝き「ホームラン」ベイカーとあだ名されたが、キャリア最高の本塁打数は1913年の12本である。
しかしその後、ルールの改正や、ベーブ・ルースを始めとする強打者が出現したことで、デッドボール時代は転換期を迎え、やがて本塁打が量産されるライブボール時代へと移行していった。
ナショナル・リーグが「ファウルをストライクとカウントする」ルール変更を行った1901年をデッドボール時代の始まり、ルースが当時のアメリカンリーグ記録となる29本の本塁打を放った1919年をデッドボール時代の終わりとするのが一般的である。

## 要因
飛ばないボールの時代に得点が劇的に低下した要因には次のものがあるのではないかという主張もある。

### ファウルボールの扱い
1901年にナショナル・リーグがファウルをストライクにすることを決め、アメリカン・リーグも1903年に続いた。それ以前にはファウルはストライクにはカウントされず、打者は何球ファウルしてもストライクが増えないので（バントの場合を除く）、非常に打者に有利なルールだった。

### ボールの性質
1920年まではボールは一試合につき100回は投げられることも珍しくなく、ほどけ始めるまで使われた。初期の野球リーグは非常にコスト意識が高く、ファンもスタンドまで打ち込まれたボールをグラウンドに投げ返さねばならないほどだった。そしてボールは使いこまれるほど軟らかくなるが、そうなると新品の硬いボールよりも遠くへ飛ばすのがはるかに難しくなる。またボール自体がそもそも軟らかく、本塁打の減少を招いた。

### スピットボール
投手が投球前にボールに手を加えてよかったことも打撃が難しくなる要因であり、例えばスピットボールは1921年まで禁止されていなかった。他にも傷をつける、こするなどボールに動きを加えるために何をしてもよかった。そのためボールは今よりも「踊り」よく曲がった。タバコジュース(煙草を噛んだ後の唾液)をつけるのもよくある手口で、自然とボールは汚れた。特に1930年代後半になるまで球場には照明がなかったため、ボールを目視することが難しくなったのである。これは打撃も困難になったが、捕球も大変だった。

### 球場のサイズ
多くの球場が広大な面積を誇っていた。例えばシカゴ・カブスのウエスト・サイド・パークは正面のフェンスまで560フィート（170メートル）、ボストン・レッドソックスのハンティントン・アベニュー・グラウンズは635フィート（192メートル）もあった。ブレーブス・フィールドなどは、タイ・カッブに「誰が球場の外までヒットを打てる？」と言わせたほどである。

## 飛ばないボールの時代の野球

デッドボール時代の塁打率(ハイライト部分が1900年-1918年)とその内訳

デッドボール時代の1試合あたりの得点(同上)

飛ばないボール時代のベースボールでは、個々のプレーよりも作戦に重きを置き、今日でいうスモール・ベースボールやインサイド・ベースボールというプレースタイルがとられていた。そのため盗塁やヒットエンドランなどのプレーが本塁打よりも重視され、スピード重視の戦略が取られた。
飛ばないボールの時代は、他の時期と比べて盗塁が極端に多かったが、それはこの頃のチームが本塁打の出にくい広大な球場でプレイしていたこと、この頃のボールは酷く使い回され、構造上も飛ばすのには向かない「デッドボール」だったことが理由と考えられる。塁を得るためには、ボルチモア・オリオールズが1890年代に編みだしたボルチモア・チョップのようなパワーを必要としない打法が有効だった。典型的な展開は、走者を出したならば盗塁か犠打をして二塁、三塁と進め、ヒットエンドランなどで本塁に返すというもので、前世紀のスタイルを引きずっていた。本塁打を出す前に「走者を溜める」といった考えが登場するのはずっと後のことである。
この時代にはパワーよりスピードが求められたことを示すデータも多く、1900年から1920年までの間で、本塁打王のホームラン数がひと桁だった年が13回あり、20本以上を打っている年は4回しかない。一方で最多三塁打の打者が20本以上打った年は20回ある。ピッツバーグ・パイレーツのチーフ・ウィルソンが1912年に打ち立てたシーズン36本の三塁打という記録、通算309本の三塁打というサム・クロフォードの記録もこの時代に作られた。
スピードがあったチームでも、飛ばないボールの時代には得点が伸び悩んだ。メジャーリーグのシーズンチーム打率はナショナルリーグで.239から.279、アメリカンリーグで.239から.283という分布だった。このようなパワー不足の野球では投手が長打を恐れずに打者を攻められたため、塁打率や出塁率も低かった。この時代の「どん底」とされるのは1907年、1908年あたりで、メジャーリーグ全体の平均打率が.239、長打率が.306、防御率が2.40を切っている。この年のシカゴ・ホワイトソックスは年間で3本塁打しか打っていないが、シーズンを88勝64敗で終え、ペナント制覇にも届きかけていた。
ロースコアの試合には不満の声があがり、ボールを変えて状況を改善しようという動きが起こった。1909年にはベン・シャイブがコルクを芯にしたボールを開発し、それをアメリカン・リーグの公式球を納入していた会社が販売した。これが規格化されるのは1911年だが、その後の本塁打の数をみても新しいボールの効果は明らかだった。1910年のアメリカン・リーグの平均打率は.243だったが、翌1911年には.273に上がった。ナショナル・リーグも、1910年の.256から1912年には.272と急上昇をみせた。タイ・カッブが最高の成績を上げたのも1911年である。カッブはこの年に248本のヒットを打ち、打率が.420だった。ジョー・ジャクソンは同じ年に.408で、カッブは翌1912年に.410を記録した（1902年から1919年までに出現した4割打者はこれで全てである）。
しかし1913年には、マイナーリーグにいたラス・フォードの「偶然の発明」にも助けられて、投手が優位を取り戻すようになる。フォードはあるときコンクリートの壁で傷つけてしまったボールを投げたことで、急激に変化するエメリーボール（en: emery pitch）を生み出した。すでに常態化していたスピットボールに加えて、投手はもうひとつ打者を抑える武器を手にした。その背景には、試合を通じて同じボールが使われ、交換されることはほとんどなかったという事実がある。そして試合が進めば、ボールはどんどんこすられて変化が増すために打つことはますます難しくなった。そして汚れがついてボールを視認することも困難になった。1914年には得点は1911年以前の水準に戻り、それが1919年まで続くことになった 。

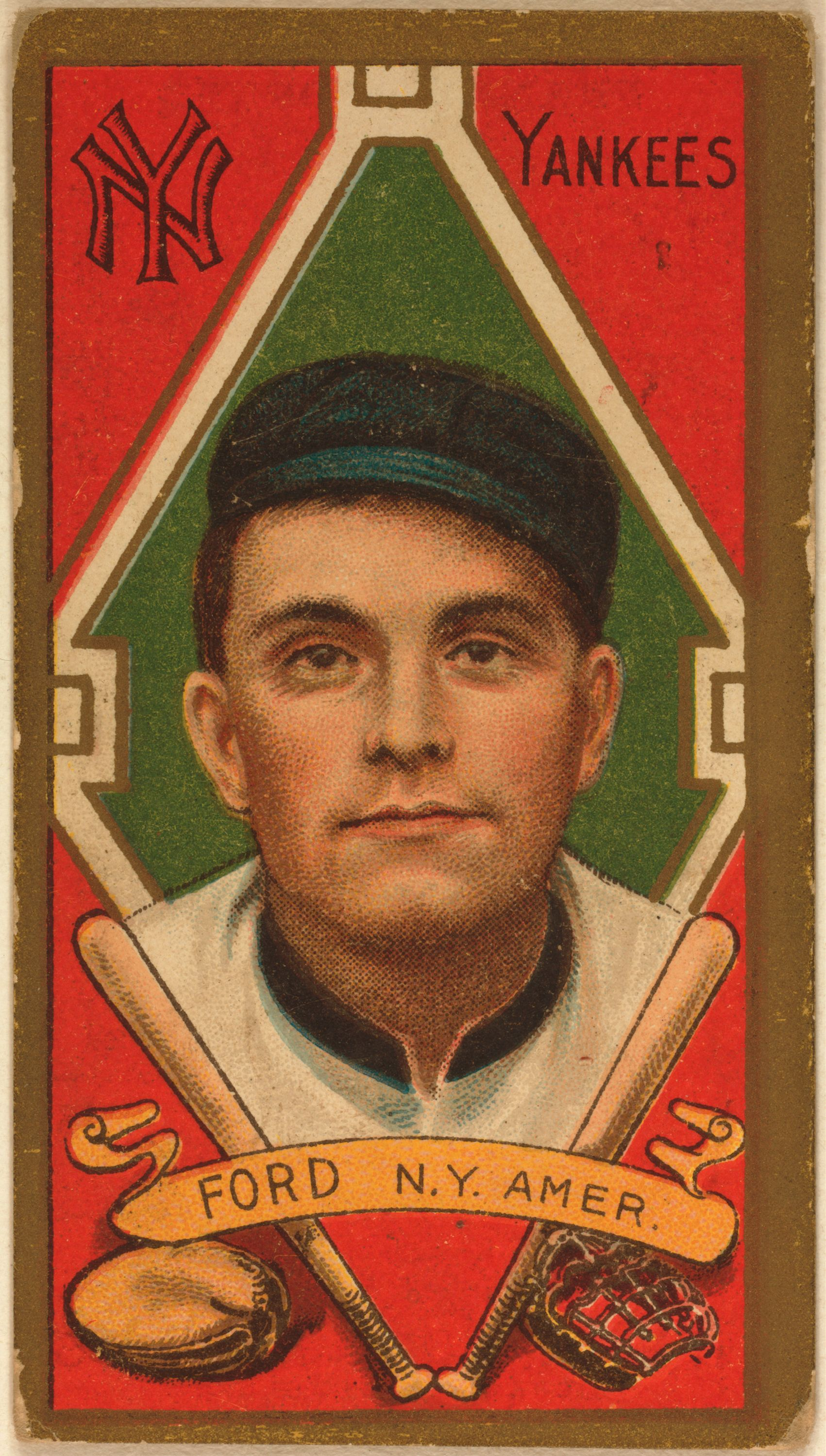
ラス・フォードのベースボールカード

飛ばないボールの時代最高のホームランバッターはフィラデルフィア・フィリーズの外野手ギャビー・クラバスである。クラバスはナショナル・リーグで本塁打王6回を獲得し、1915年のフィリーズがリーグ優勝を果たしたシーズンには自己最高の24本塁打を放った。また1913年と1914年にはそれぞれ19本塁打を放っている。しかしフィラデルフィア・フィリーズの本拠地ベイカー・ボウルは、打者に有利な球場として悪名が高く、本塁から右翼のフェンスまでわずか 280-フート (85 m) しかなかった事実も、クラバスの記録が生まれた背景として考え合わせる必要があるだろう。